# Anthurium erskinei
Anthurium erskinei är en kallaväxtart som beskrevs av Simon Joseph Mayo. Anthurium erskinei ingår i släktet Anthurium och familjen kallaväxter. Inga underarter finns listade.